# Bereslavka
Bereslavka (en ukrainien et en russe : Бересла́вка, ancien nom russe Я́новка, Ianovka) est un village dans l'arrondissement de Bobrynets et l'oblast de Kirovohrad en Ukraine.
Le village est connu pour avoir été le lieu de naissance de Léon Trotski (alors dans l'Empire russe).
Dans la ville voisine de Bobrynets habitaient plusieurs milliers de juifs au début du XXe siècle.
À la périphérie nord-ouest du village se trouve la source de la rivière Stovbovata (Стовбовата).
Le village recensait 139 habitants en 2001.